# GIGA Software
GIGA Software ist das deutschsprachige Download-Portal des Technik-Onlinemagazins GIGA der in Berlin ansässigen ECONA Internet AG. Gegründet wurde das Download-Portal 1997 unter dem Namen „Winload.de“ von Michael Pirro. Mitte 2013 haben Giga und „Winload.de“ fusioniert. Das Software-Angebot ist heute auf einer Unterseite von GIGA zu finden.
Giga Software bietet Programme, Treiber und Spiele für Windows, macOS und Apps für Android und iOS sowie Addons zum kostenfreien Download an.
Das Giga-Onlinemagazin bietet weitere Themenbereiche wie GIGA Games, GIGA Apple oder GIGA Android.

## Winload.de
In den Jahren 2003, 2004 und 2007 gewann Winload.de den OnlineStar-Publikumspreis in der Kategorie Computer und Technik. 2010 belegte Winload.de beim OnlineStar-Publikumspreis den 3. Platz in der Kategorie Beste Software-Downloadsite.
Aufgrund einer Toolbar, die ab 2007 beim Download der angebotenen Software mitinstalliert wurde, galt der Ruf von Winload.de als angeschlagen. Ende 2012 wurde allerdings das Team der Redaktion komplett ersetzt und dafür gesorgt, dass besagte Toolbar nicht mehr in die Downloads integriert ist.